# Abraham von Franckenberg
Abraham von Franckenberg(ur. 24 czerwca 1593 w Ludwigsdorffie, zm. 25 czerwca 1652 w Oleśnicy) – śląski matematyk, fizyk, lekarz, poeta. Myśliciel o poglądach gnostyckich.
Abraham von Franckenberg był wyznania luterańskiego, ale jednocześnie zajmował się alchemią, astrologią i kabałą. Pisał wiersze. Jego główne dzieło to „Archanioł Rafael czyli anioł-lekarz”. Był zwolennikiem i propagatorem myśli Jakoba Böhme, śląskiego gnostyka doby renesansu. Pod jego kierownictwem powstały grupy przyjaciół gnozy i Różokrzyża. Pod wpływem gnostyków i śląskich Różokrzyżowców, którzy mieli swój główny ośrodek w Ludwigsdorf powstał w księstwie oleśnickim w 1652 roku rycerski Zakon Trupiej Czaszki (niem. Herzoglich Württemberg-Oelssischer Ritterorden vom Totenkopf).

## Życiorys
Franckenberg urodził się w rodzinie śląskiej szlachty, średnie wykształcenie zdobył w gimnazjum w Brzegu. Książę Oleśnicki w 1612 r. namawiał młodego Abrahama von Franckenberga na podjęcie służby na jego rzecz. Jednak, będąc pod wpływem Jakuba Böhmego odmówił, nie chcąc się uwikłać w przyziemne sprawy. W 1612 roku rozpoczął studia na Uniwersytecie w Lipsku, w 1613 przeniósł się na uniwersytet w Wittenberdze a w semestrze zimowym 1613/14 studiował na Uniwersytecie w Jenie. Pod wpływem gnostyckich idei nie ukończył studiów prawniczych i w 1617 roku wrócił do rodzinnego majątku w Ludwigsdorf. Nie przyjął posady w szkole chrześcijańskiej. Odziedziczył rodzinny majątek w Ludwigsdorf w 1623 roku, który przekazał bratu Balthazarowi w zamian za prawo do zatrzymania kilka małych pomieszczeń w rodzinnym domu. Żył bardzo spokojnie rzadko wychodził z pokoju wiele czasu poświęcał na studiowanie dzieł takich myślicieli, jak Johannesa Taulersa, Kaspara Schwenckfelda i Jakoba Bohme. Szczególnie silny wpływ wywarło na Franckenbergu dzieło „Aurora, czyli Jutrzenka o poranku” (niem.) „Aurora oder die Morgenröthe” Jakoba Boehme, z którym spotkał się na zamku w Świnach w 1623 roku i do którego zachował szacunek do końca swojego życia. W 1634 roku wybuchła na Śląsku zaraza, wszyscy uciekli, pozostał Franckenberg i kilku jego pacjentów, których leczył i z którymi grzebał zmarłych. W 1640 roku retoryka Franckenberga została zakwestionowania przez Georga Seidela, luterańskiego kaznodzieję z Oleśnicy a sam Franckenberg uznany został za nietolerancyjnego. Zmęczony i rozgoryczony oraz mając na uwadze fakt, że wydarzenia z lat wojny trzydziestoletniej idą w niewłaściwym kierunku, Franckenberg wyjechał w 1641 roku do Wrocławia. Zimę 1642/43 spędził w Holandii, gdzie zajmował się publikowaniem dzieł Böhme. W 1645 roku wyjechał do przyjaciela astronoma Jana Heweliusza do Gdańska, gdzie zainteresował się poglądami Kopernika. W 1649 roku powrócił do rodzinnego Ludwigsdorf, gdzie w 1650 roku spotkał się ze śląskim dramatopisarzem i poetą Danielem Czepką. W tym samym czasie poznał Angelusa Silesiusa. Zmarł w stanie wolnym w rodzinnej miejscowości w dniu 25 czerwca 1652 roku, jego kamień nagrobny pokryty jest gnostyckimi i tajemniczymi symbolami, których interpretacja czeka do chwili obecnej. Ceremonię pogrzebową prowadził pastor i kaznodzieja książęcy Christopher Freitag. Chociaż oceniał Franckenberga jako półheretyka, to na pogrzebie pomimo swych zastrzeżeń teologicznych, oddał hołd jako jego dobrze znanym cnoto.

## Twórczość
Dzieła Franckenberga związane są z ideami zaczerpniętymi z różnych źródeł: z kabały, alchemii Paracelsusa, średniowiecznego mistycyzmu, z Reformacji, hiszpańskiego Kwietinizmu, mistycyzmu luterańskiego i Pansofi. Prace „Schlussreden der Wahrheit” z 1625 r., „Mir nach!” i „Vita veterum sapientium” z 1637 r., „Jordanssteine”, „Oculus siderius” z 1636 r. i najbardziej znane dzieło „Raphael oder Arztengel” (pol. „Archanioł Rafael, czyli anioł-lekarz”) zawierają mieszankę traktatów ascetyczno-gnostyckich. Jego nauka opierała się na jedności z bogiem. Szczególny nacisk łożył na znaczeniu Chrystusa w celu osiągnięcia zbawienia.
Swój bogaty księgozbiór pozostawił przyjacielowi Johannowi Siegmundowi von Schweinichen, który później przekazał go Angelusowi Silesiusowi (część księgozbioru znajduje się w Bibliotece Uniwersyteckiej we Wrocławiu).